# Kacey Bellamy
Pour les articles homonymes, voir Bellamy.
Kacey Bellamy (née le 22 avril 1987 à Providence dans l'État de Rhode Island) est une joueuse américaine de hockey sur glace qui a évolué dans la ligue élite féminine en tant que défenseure.  Elle a remporté trois titres olympiques, deux médailles d'argent aux Jeux olympiques de Vancouver en 2010 et aux Jeux olympiques de Sotchi en 2014, et une médaille d'or aux Jeux olympiques de Pyeongchang en 2018. Elle a également représenté les États-Unis dans neuf championnats du monde, remportant huit médailles d'or et une médaille d'argent.
Elle a joué pour les Blades de Boston avec qui elle remporte la Coupe Clarkson en 2013 et 2015, puis avec les Inferno de Calgary en 2019. Elle remporte également la Coupe Isobel avec les Pride de Boston en 2016.

## Biographie

### Début en hockey
Kacey Bellamy grandit à Westfield, dans le Massachusetts  puis passe quatre ans à l'école Bershire d'où elle sort diplômée en 2005. Elle y joue au hockey sur glace, hockey sur gazon et softball. Lors de sa dernière année, elle est nommée Most Valuable Player (MVP) et co-MVP du conseil athlétique de l'école préparatoire de Nouvelle Angleterre. Elle est également nommée meilleure athlète féminine de l'année de l'école lors de sa première et dernière année.

### En club

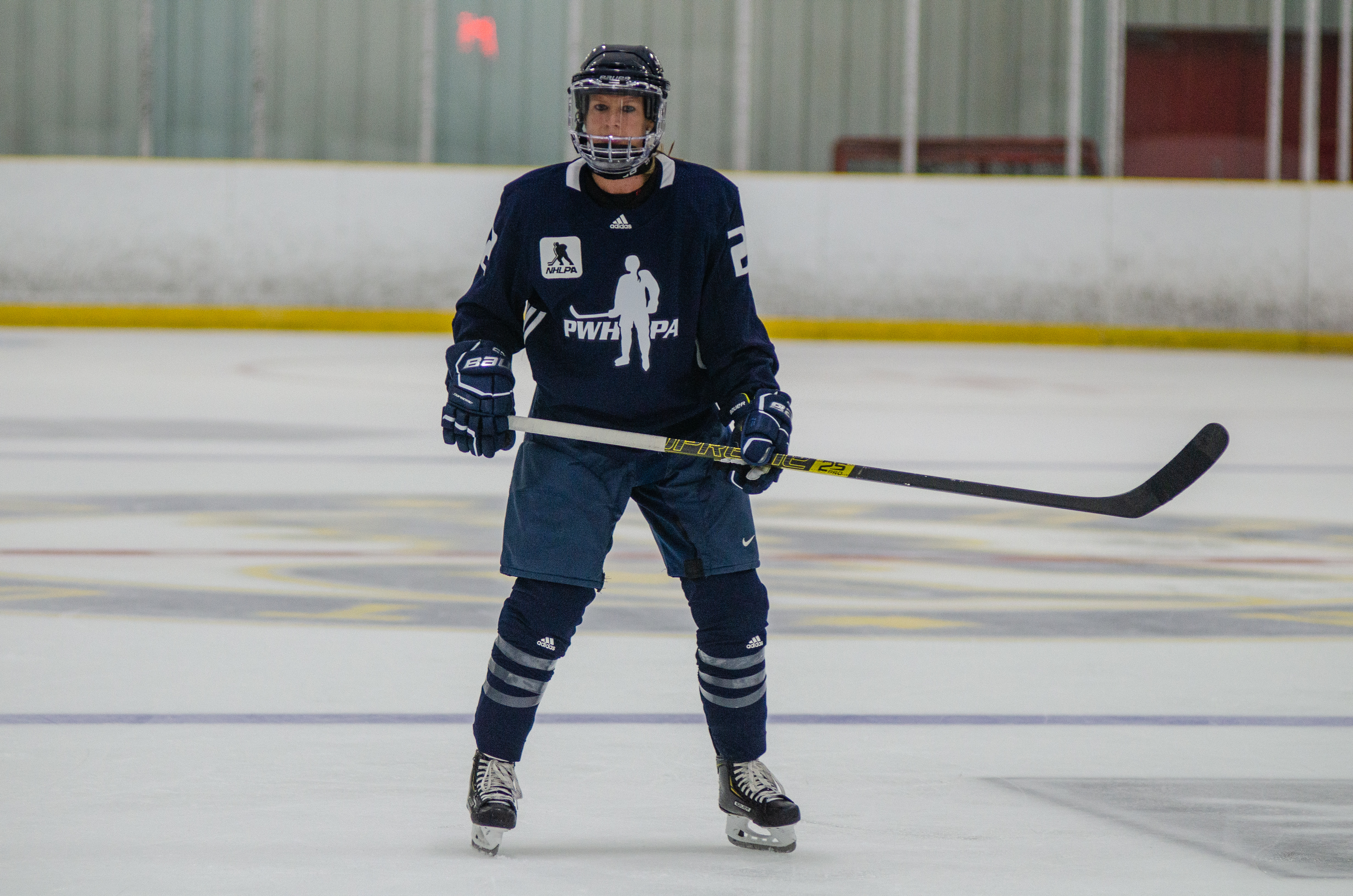
Bellamy en 2019 avec la PWHPA.

Par la suite, Bellamy s'inscrit à l'université du New Hampshire où elle joue pour les Wildcats du New Hampshire. Elle y joue quatre ans, de 2005 à 2009, occupant le poste de capitaine lors de sa dernière année . Elle se classe troisième de l'histoire de l'équipe en nombres de points pour une défenseure. 
Lors de sa première année, elle mène les défenseures de l'équipe en nombre de buts (9) et est seconde en assistances (16) et points (24). Lors de sa dernière année, elle est la quatrième meilleure pointeuse défenseure de l'ensemble de la ligue NCAA .    

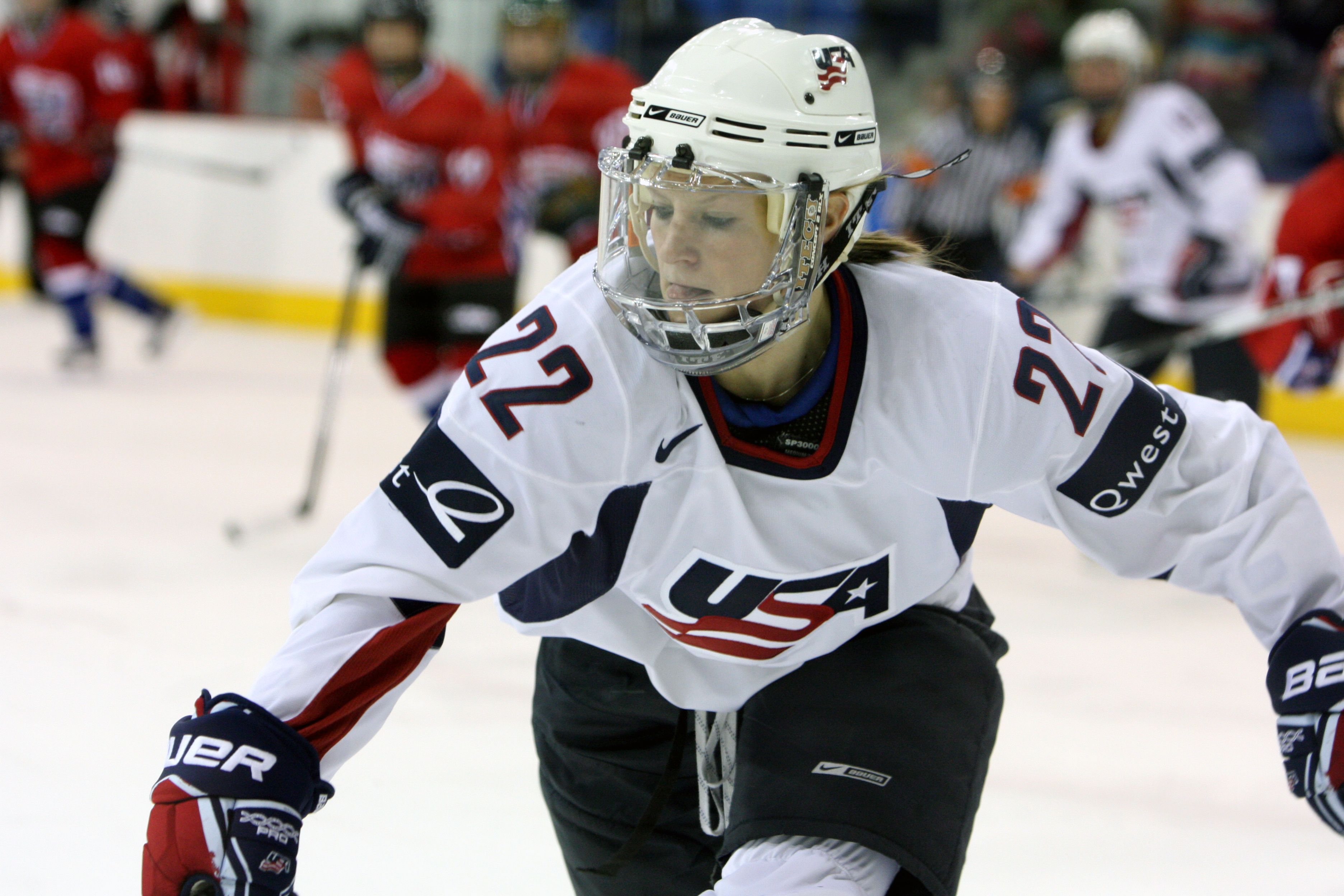
Kacey Bellamy en 2010.

Après son diplôme, elle passe une année de préparation avec l'équipe nationale en vue des Jeux olympiques de 2010. Par la suite, elle signe avec les Blades de Boston dans la Ligue canadienne de hockey féminin, avec qui elle remporte deux coupes Clarkson en 2013 et 2015. Elle est également sélectionnée pour le Match des étoiles de la LCHF en 2013.
Lors de l'arrivée de la jeune Ligue nationale de hockey féminin en 2015, Bellamy signe avec les Pride de Boston le 22 septembre 2015 . Dès le premier match des Pride, elle inscrit deux assistances lors de la victoire 4 à 1, devenant la première défenseure à réaliser un match multi-points. Cette première saison se termine par la victoire de la première coupe Isobel de l'équipe.
Après deux ans avec l'équipe, et une année 2017-2018 de préparation olympique, Bellamy signe avec les Inferno de Calgary le 24 juillet 2018 . Elle remporte sa troisième Coupe Clarkson en 2019 avec sa nouvelle équipe . Faisant partie des hockeyeuses boycottant la saison 2019-2020 à la suite de la fermeture de l'unique ligue canadienne, elle ne joue pas mais est sélectionnée  par la NHL pour le 65e match des étoiles dans l'épreuve du match féminine élite 3 contre 3 .  
Par la suite, elle joue quelques matchs avec la Professional Women's Hockey Players Association (PWHPA), organisation ayant pour but de former une ligue professionnelle féminine mais dont la progression a été ralentie par la pandémie de Covid-19.  
Sélectionnée en équipe nationale pour les championnats du monde 2021 et pour la préparation des Jeux olympiques 2022, elle surprend tout le monde en annonçant sa retraite en mai 2021 . Elle explique que « ce n'était pas juste de continuer si mon cœur n'était pas dedans » et qu'après le report des championnats du monde 2021, elle préfère laisser sa place à des joueuses plus jeunes et qui ont tout à gagner . 

### International

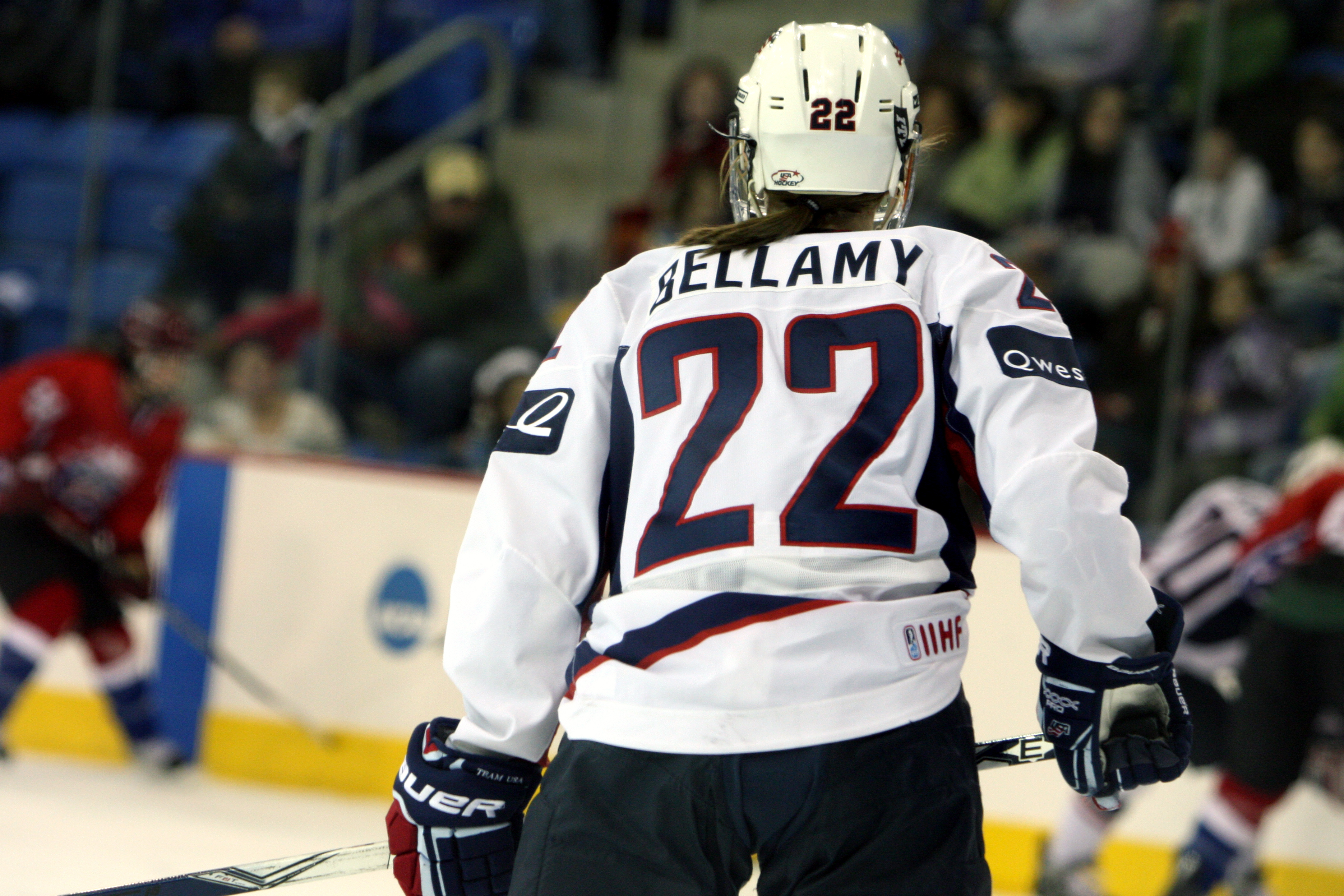
Bellamy avec le numéro 22 en 2010.

Bellamy participe à son premier camps de développement avec l'équipe nationale des États-Unis en 2004 soit à 17 ans. Elle participe à sa première compétition internationale en 2006, jouant au USA Hockey Women's National Festival. De plus, elle est sélectionnée deux fois dans l'équipe des moins de 22 ans.
Elle participe à la sélection sénior en 2006 et 2007 pour la Coupe des quatre nations où l'équipe termine seconde, puis en 2008 où elle finit première. Bellamy a participé à neuf championnats du monde, remportant la médaille d'or en 2008, 2009, 2011, 2013, 2015, 2016, 2017 et 2019. Pour l'édition de 2009 et 2015, elle est nommée dans le top 3 des joueuses américaines . 
En 2017, elle inscrit deux buts lors de la finale contre l'équipe du Canada, remportant le titre de joueuse du match et la médaille d'or. Elle a reçu le titre de capitaine assistante lors des éditions 2013, 2016 et 2017.
Sur le plan olympique, Kacey Bellamy a été sélectionnée pour les jeux de 2010, 2014 et 2018, remportant trois médailles olympiques. Elle quitte l'équipe nationale avec 130 sélections pour un total de 11 buts et 38 assistances en tant que défenseure .

## Vie privée
Kacey a deux frères: Rob et Carey, qui jouent tous deux au hockey sur glace. Le premier a joué en LAH et ECHL jusqu'en 2015 et le second en ECHL et SPHL.

## Statistiques

### En club
| Saison      | Équipe                    | Ligue       |     | Saison régulière | Saison régulière | Saison régulière | Saison régulière | Saison régulière |   | Séries éliminatoires | Séries éliminatoires | Séries éliminatoires | Séries éliminatoires | Séries éliminatoires |
| Saison      | Équipe                    | Ligue       | PJ  | B                | A                | Pts              | Pun              | PJ               | B | A                    | Pts                  | Pun                  |                      |                      |
| 2005-2006   | Wildcats du New Hampshire | NCAA        | 37  | 8                | 16               | 24               | 26               | -                | - | -                    | -                    | -                    |                      |                      |
| 2006-2007   | Wildcats du New Hampshire | NCAA        | 36  | 10               | 19               | 29               | 22               | -                | - | -                    | -                    | -                    |                      |                      |
| 2007-2008   | Wildcats du New Hampshire | NCAA        | 35  | 3                | 23               | 26               | 54               | -                | - | -                    | -                    | -                    |                      |                      |
| 2008-2009   | Wildcats du New Hampshire | NCAA        | 35  | 6                | 22               | 28               | 34               | -                | - | -                    | -                    | -                    |                      |                      |
| 2010-2011   | Blades de Boston          | LCHF        | 25  | 2                | 13               | 15               | 33               | -                | - | -                    | -                    | -                    |                      |                      |
| 2011-2012   | Blades de Boston          | LCHF        | 22  | 5                | 7                | 12               | 24               | 3                | 0 | 2                    | 2                    | 4                    |                      |                      |
| 2012-2013   | Blades de Boston          | LCHF        | 24  | 1                | 8                | 9                | 22               | 4                | 0 | 3                    | 3                    | 12                   |                      |                      |
| 2013-2014   | Blades de Boston          | LCHF        | 2   | 0                | 0                | 0                | 2                | 4                | 0 | 0                    | 0                    | 2                    |                      |                      |
| 2014-2015   | Blades de Boston          | LCHF        | 18  | 2                | 9                | 11               | 16               | 3                | 0 | 1                    | 1                    | 6                    |                      |                      |
| 2015-2016   | Pride de Boston           | LNHF        | 13  | 2                | 12               | 14               | 12               | 4                | 0 | 4                    | 4                    | 4                    |                      |                      |
| 2016-2017   | Pride de Boston           | LNHF        | 17  | 3                | 6                | 9                | 20               | 2                | 0 | 4                    | 4                    | 0                    |                      |                      |
| 2018-2019   | Inferno de Calgary        | LCHF        | 27  | 6                | 15               | 21               | 8                | 4                | 1 | 3                    | 4                    | 4                    |                      |                      |
| Totaux NCAA | Totaux NCAA               | Totaux NCAA | 143 | 27               | 80               | 107              | 136              | -                | - | -                    | -                    | -                    |                      |                      |
| Totaux LCHF | Totaux LCHF               | Totaux LCHF | 118 | 16               | 52               | 68               | 105              | 18               | 1 | 9                    | 10                   | 26                   |                      |                      |
| Totaux LNHF | Totaux LNHF               | Totaux LNHF | 30  | 5                | 18               | 23               | 32               | 6                | 0 | 8                    | 8                    | 4                    |                      |                      |

### Au niveau international
| Année | Équipe     | Compétition          |   | PJ | B | A | Pts | Pun               |  | Résultat |
| 2008  | États-Unis | Championnat du monde | 4 | 0  | 2 | 2 | 6   | Médaille d'or     |  |          |
| 2009  | États-Unis | Championnat du monde | 5 | 0  | 2 | 2 | 4   | Médaille d'or     |  |          |
| 2010  | États-Unis | Jeux olympiques      | 5 | 0  | 1 | 1 | 4   | Médaille d'argent |  |          |
| 2011  | États-Unis | Championnat du monde | 5 | 1  | 1 | 2 | 2   | Médaille d'or     |  |          |
| 2012  | États-Unis | Championnat du monde | 5 | 0  | 1 | 1 | 6   | Médaille d'argent |  |          |
| 2013  | États-Unis | Championnat du monde | 5 | 0  | 1 | 1 | 6   | Médaille d'or     |  |          |
| 2014  | États-Unis | Jeux olympiques      | 5 | 1  | 1 | 2 | 2   | Médaille d'argent |  |          |
| 2015  | États-Unis | Championnat du monde | 4 | 1  | 1 | 2 | 0   | Médaille d'or     |  |          |
| 2016  | États-Unis | Championnat du monde | 4 | 0  | 2 | 2 | 0   | Médaille d'or     |  |          |
| 2017  | États-Unis | Championnat du monde | 5 | 2  | 3 | 5 | 4   | Médaille d'or     |  |          |
| 2018  | États-Unis | Jeux olympiques      | 5 | 1  | 0 | 1 | 0   | Médaille d'or     |  |          |
| 2019  | États-Unis | Championnat du monde | 6 | 0  | 1 | 1 | 4   | Médaille d'or     |  |          |

## Trophées et honneurs personnels

### Ligue universitaire
- Sélectionnée dans la deuxième équipe d'étoiles de la conférence Hockey East (HE) en 2007.
- Sélectionnée dans la deuxième équipe d'étoiles de la conférence HE en 2008.
- Sélectionnée dans la première équipe d'étoiles de la conférence HE en 2009.
- Nommée Most Valuable Player du tournoi de la conférence HE en 2009.
- Sélectionnée dans l'équipe première « All-America » en 2009.
- Remporte le trophée Jim Urquhart de l'université du New Hampshire qui récompense l'athlète étudiante de l'année en 2009.
- Sélectionnée dans l'équipe anniversaire des 10 ans de la conférence HE[14] .

### Ligues professionnelles
- Remporte la coupe Clarkson en 2013, 2015 et 2019.
- Sélectionnée pour le match des étoiles de la LCHF 2013.
- Remporte la coupe Isobel en 2016.

### International
- Meilleure défenseure de la Coupe des quatre nations en 2011 [15].
- Nommée dans le Top 3 des joueuses américaines pour les championnats du monde 2009 et 2015.